# Culinária da Galiza

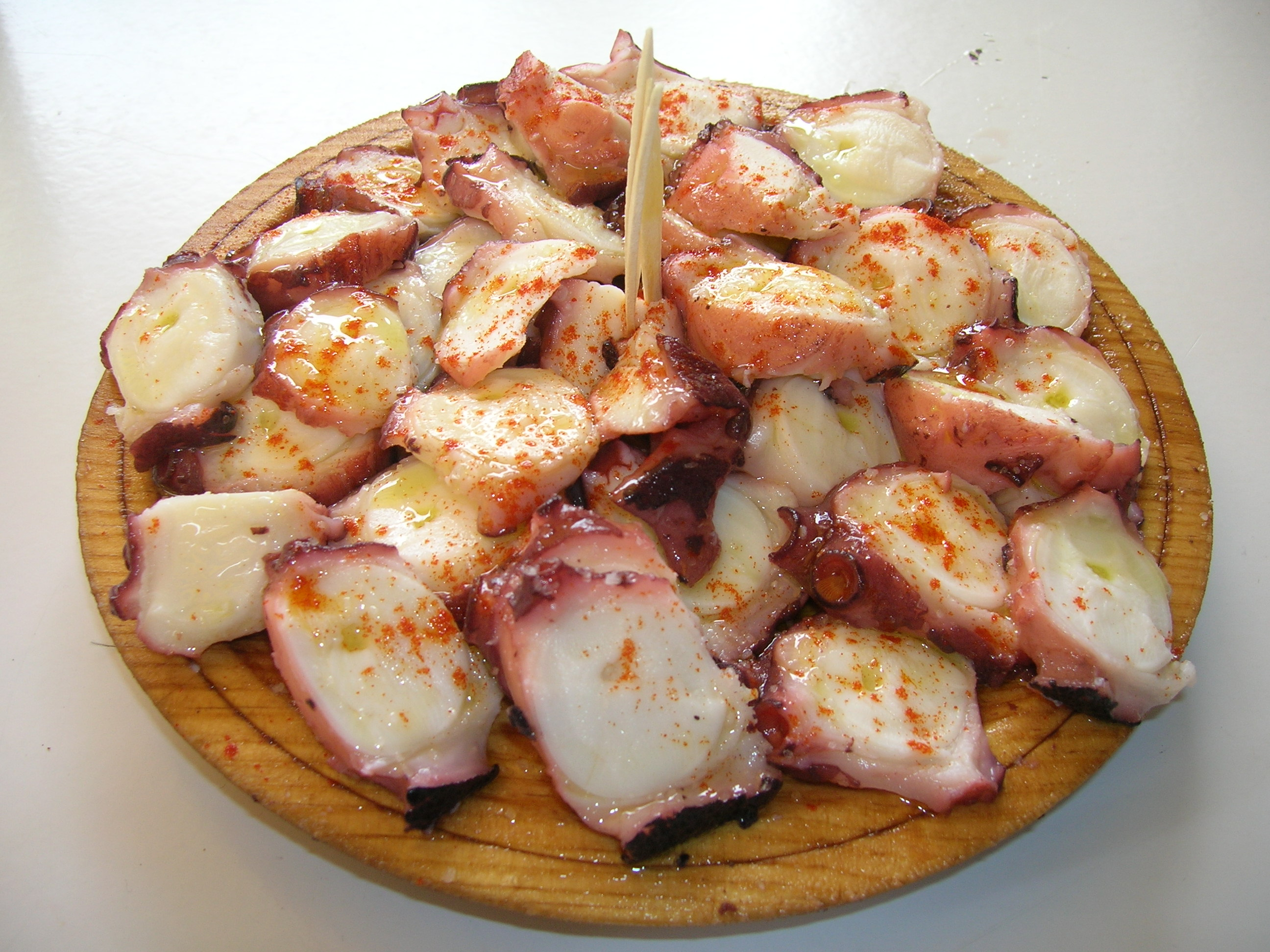
Polbo á feira, conhecido fora da Galiza como polvo à galega

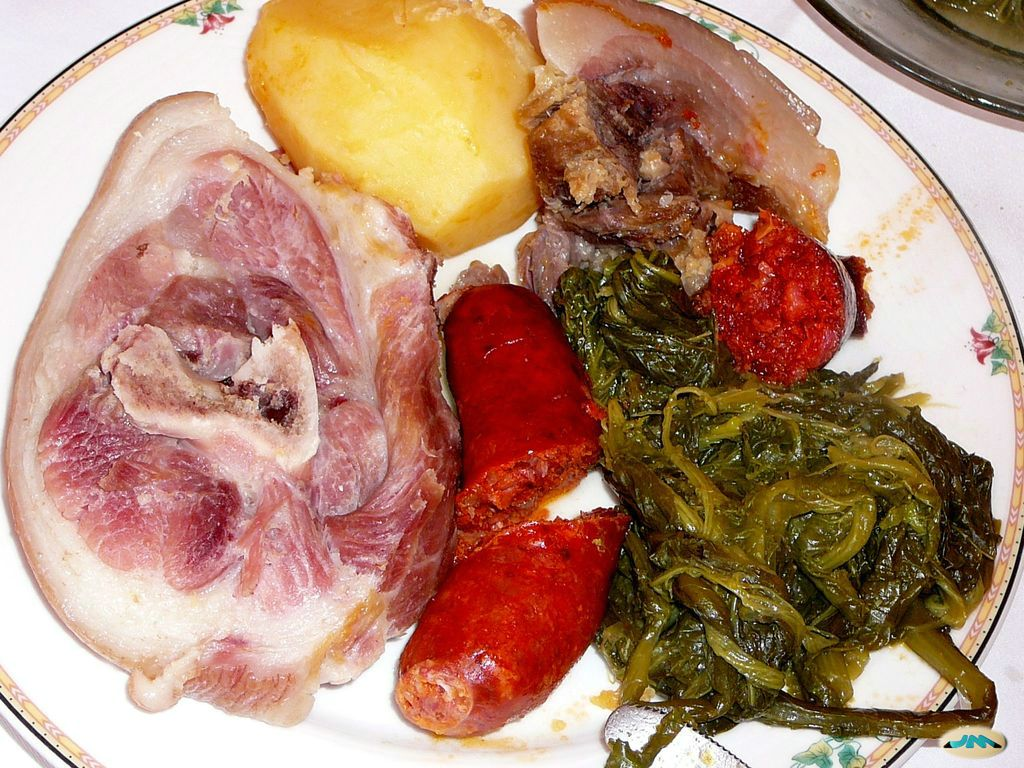
Cozido galego

A culinária da Galiza tem uma grande tradição e variedade, sendo um dos aspetos mais importantes na cultura e sociedade galegas. As grandes refeições em grupo, tanto em família como em eventos ou encontros é um hábito muito arreigado na Galiza, onde têm lugar um grande número de festas gastronómicas, a maioria delas no verão. Um dos seus maiores estudiosos foi o escritor Álvaro Cunqueiro.
Um dos produtos mais importantes e conhecidos da cozinha galega é o marisco, sobretudo nas zonas costeiras. "Cultivado" (em viveiros) nas rias galegas, muito ricas biologicamente, a sua qualidade é reconhecida mundialmente. A carne e a verdura constituem igualmente a base de grande parte dos pratos da cozinha galega, que tipicamente são abundantes e com elevado teor calórico. Supostamente, isso deve-se à longa tradição de economia de subsistência, sobretudo nas zonas rurais, e à necessidade de ingerir alimentos com gorduras para combater o frio.

## Petiscos
O petisco é um elemento caraterístico da gastronomia galega. Consiste numa pequena porção de comida, inferior a uma "dose" (em galego e castelhano: ración) habitualmente servida com uma bebida, em muitas ocasiões de forma gratuita, dependendo principalmente da província ou localidade, variando no preço e quantidade conforme os locais. Ao contrário de outras regiões, os petiscos galegos são substanciais e não se reduzem a simples azeitonas ou batatas. É frequente serem gratuitos ou de preço reduzido, sobretudo na província de Lugo, onde a sua gratuitidade, acompanhada por um vinho ou uma caña (equivalente ao chope, imperial ou fino) é uma tradição convertida em reclame turístico.
Alguns exemplos de petiscos são:
- Orelha e focinho (orella e morro) de porco, temperados com sal e pimenta.
- Raxo ou zorza — lombo de porco temperado, o segundo mais condimentado e com pimenta.
- Tortilla — conhecida em Portugal como tortilha espanhola, é uma espécie de omelete de batata.
- Batatas cozidas, usualmente com pimenta ou em allada (molho à base de alho); é usual que as batatas novas sejam cozidas com casca (cachelos). A batata da Galiza (pataca de Galicia) é uma Indicação Geográfica Protegida (IGP).[4]
- Lacão (lacón) ou presunto (xamón) assado, com molho; o lacão ou chispe é a pata dianteira do porco. O lacão da Galiza é uma Indicação Geográfica Protegida.[5]
- Cogumelos ou champignons (os galegos fazem essa distinção), temperados e com salsa.
- Lula (chipirón) e chocos (Sepia officinalis), fritos com a sua tinta ou guisados em molhos.
- Polbo con cachelos — polvo, que pode ser á feira (polvo à galega; ver descrição abaixo) com pedaços de batatas (cachelos) que foram cozidas com casca apenas em água e sal, muitas vezes com um loureiro.

Há também pratos que tanto são consumidos como petiscos como durante as refeições:polvo á feira, pimentos de Padrón, empanadas, caldo galego, etc.

## Pratos
- Caldo galego — Feito com grelo, couve-galega ou repolho, batatas, banha gordura de porco para dar substância, feijão e chouriço, lacão ou toucinho entremeado (com febra). Serve-se muito quente e antigamente era muitas vezes o único prato; atualmente serve-se como primeiro prato. A variedade do caldo sem verdura é conhecido como caldo branco.
- Polbo á feira  (polvo à feira) — É conhecido fora da Galiza por polvo à galega. Deve o seu nome ao facto de tradicionalmente ser preparado pelas pulpeiras (à letra: "polveiras") nas feiras de gado ou, mais recentemente, nas festas e romarias.[6] O polvo é cozido e temperado com sal grosso, pimenta e azeite. É acompanhado com cachelos.
- Chouriço com cachelos (batatas cozidas) — Geralmente é também acompanhado com algumas verduras. É muito usual no meio rural, onde se usava um chouriço negro, confecionado especialmente para ser cozido, com as carnes menos valiosas procedentes da matança, principalmente coração e outras vísceras e gordura, junto com cebola e alho picados, pimentão e sal. Outra variedade muito popular é o "chouriço ceboleiro".
- Cozido galego — É semelhante ao cozido madrileno, mas tende a ser mais abundante e pesado. Costuma levar toucinho, chouriço, frango ou galinha, grão-de-bico (garavanzo) e verduras.
- Churrasco — Carne assada, geralmente na brasa (grelhada), mas também pode ser feito no forno. Usualmente servido com batatas fritas e com dois molhos (salsas), um picante e outro de alho.
- Mariscada — Consiste num sortido de diversos mariscos, como lingueirão (navalha), lavagante (lumbrigante), lagosta, lagostim (cigala) ou camarão (gambas). Outros mariscos populares são a santola (centolo, centola), navalheira (nécora, uma espécie de caranguejo, sapateira (ou caranguejola, outra espécie de caranguejo; em galego: boi; em espanhol: buey de mar), o percebe, a vieira, a ferreirinha (ou bruxa; em galego e espanhol: santiaguiño)[7] e a ostra. A mariscada pode ser servida numa grande bandeja com os diferentes mariscos ou em bandejas com os produtos separados. Habitualmente é acompanhada com arrozes ensopados (que em Portugal se chamariam "malandros") e vinho branco.
- Empanada — pastéis, geralmente recheados de carne ou peixe, feitos com massa de trigo, milho ou centeio; há uma grande variedade sabores e recheios. Os mais frequentes são a zorza (carne de porco) e outros tipos de carne, xouba (sardinhas pequenas), zamburiña (Chlamys varia, um bivalve semelhante à vieira, mas mais pequeno), bacalhau (geralmente com passas), atum ou vegetais.
- Lacão (lacón) com grelos — É um prato consumido sobretudo no inverno e no entrudo (entroido), que consiste em lacão (presunto feito com as patas dianteiras do porco) que é dessalgado durante 48 horas e cozido com toucinho, chouriço, batata, grelos de nabo.[8] Tanto o lacão como o grelo galegos são produtos com Indicação Geográfica Protegida (IGP).[5][9]
- Pimentos de Padrón — São uma variedade célebre de pimentos com caraterísticas únicas, típicas da freguesia de Herbón, no concelho de Padrón, província de Pontevedra. São consumidos sozinhos ou como acompanhamento de outros pratos. A sua produção está regulamentada pela  Denominação de Origem Protegida (DOP) "Pimiento de Herbón".[10] Além dos pimentos de Padrón, as seguintes variedades galegas de pimentos têm Indicação Geográfica Protegida (IGP): pimento da Arnoia",[11] de Oímbra (comarca de Verín[12] e do Couto (comarca de Ferrol).[13]

É comum acompanhar as refeições com pão. O pão artesanal de trigo de Cea, na  província de Ourense é famoso e está inclusivamente protegido por uma Indicação Geográfica Protegida (IGP).

## Sobremesas e doçaria
- Tarte ou torta de Santiago — É um bolo feito com amêndoa e ovos. Distingue-se facilmente pela cruz de Santiago que é usada para decorar a parte superior,[15] feita tapando o centro com um molde com a forma da cruz e polvilhando com açúcar fino; quando o molde é retirado, a cruz fica desenhada na cor mais escura da massa, que contrasta com o brano do açúcar. Está protegida por uma Indicação Geográfica Protegida.[16]
- Filloa ou freixós — Apresenta algumas semelhanças com os crepes ou panquecas. A massa é feita de farinha, leite e ovos, podendo também levar sangue de porco na época da matança deste animal.[17] O recheio pode ser mel, nata, chocolate ou outros cremes doces.
- Bica ou bica mantecada — É um bolo típico sobretudo na província de Ourense, muito fofo, o que o torna adequado para acompanhar queijos gordos e acompanhar café ou licor. A bica feita nos concelhos de Avión e Beariz e na zona do Ribeiro não é doce e assemelha-se a uma empanada sem recheio, embora também por vezes seja consumida com recheio.
- Leite fritido (frito) — Ao contrário do que o nome sugere, não é frito, mas sim cozido. Leva leite, açúcar, farinha, maizena (amido de milho), canela, casca de limão e manteiga.[18]
- Torrijas — São basicamente rabanadas, ou seja, fatias de pão ensopado em leite, vinho, açúcar, etc., envolvido em ovo e frito.[19]
- Leite callado (coalhada) e requeixo — São produtos derivados da coagulação de leite que são consumidos como sobremesas.
- Torta de Mondoñedo — É um bolo tradicional de Mondoñedo, na província de Lugo, confecionada com pão de ló (biscoito), calda de açúcar (almíbar), massa folhada, amêndoas cruas, cabelo de anxo e frutas (figos e cerejas) que é cozido no forno. O cabelo de anxo ("cabelo de anjo") é um doce elaborado com as fibras caramelizadas de abóbora ou outras frutas aparentadas (da família Cucurbitaceae). É baseado em receitas medievais e recentemente tornou-se muito conhecido.
- Amendoados de Allariz — Originários do concelho de Allariz, na província de Ourense, são uma mistura de amêndoa moída com açúcar e clara de ovo, que depois de solidificar é cortada e colocada sobre uma massa de farinha e água (oblea) e vai ao forno.
- Castanha — É um produto muito popular na sua época (outono) e além de ser consumida como sobremesa, é também usada como acompanhamento. No passado teve um papel importantíssimo na cozinha galega, desde os povoadores primitivos, até ao século XVIII, quando a popularização do milho e da batata, produtos originários da América a substituíram como um dos principais alimentos do povo. No início de novembro celebra-se a festa do magusto um pouco por toda a Galiza, que tradicionalmente passava pela colheita de castanhas, parte das quais eram assadas e comidas com o primeiro vinho novo.[20] As castanhas são também usadas para confecionar marron-glacé e têm uma Indicação Geográfica Protegida ("Castaña de Galicia").[21]

## Queijos
- Arzúa-Ulloa — Também conhecido como queijo de Lugo ou queijo de Chantada, é feito com leite de vaca e as suas caraterísticas e ingredientes estão regulamentados pela Denominação de Origem Protegida (DOP) Arzúa-Ulloa, que inclui três variedades: o Arzúa–Ulloa propriamente dito, o Arzúa–Ulloa de Granxa e o Arzúa–Ulloa Curado, este último com uma maturação mais longa, de pelo menos seis meses.[22]
- Tetilla — Por vezes considerado uma variedade de Arzúa-Ulloa, é outro tipo de queijo de vaca, com Denominação de Origem Protegida. Deve o seu nome à sua forma cónica que faz lembrar um seio feminino. É comum ser consumido acompanhado com marmelada. Produz-se um pouco por toda a Galiza.[23]
- San Simón da Costa — Outro queijo de vaca, com Denominação de Origem Protegida, produzido em vários concelhos da província de Lugo. É fumado, de meia-cura e tem uma característica forma cónica ou de pera, que termina com um bico semelhante a um mamilo.[24]
- Cebreiro — Produzido em vários concelhos da província de Lugo. É branco, picante, com um sabor ligeiramente metálico e aroma caraterístico. Tem a forma de um chapéu de cozinheiro ou de cogumelo. Está protegido e regulamentado por uma Denominação de Origem Protegida.[25] Esta só permite o uso de leite de vaca, mas também se produz com uma mistura de leite de vaca e de cabra, este no máximo de 40%.